# 維加特·科倫
維加特·科倫（挪威語：Vegard Forren；1988年2月16日—）是一位挪威足球運動員。在場上的位置是中後衛。他現在效力於挪威足球超級聯賽球隊莫爾德足球俱樂部，也代表挪威國家足球隊參加賽事。